# Coppa del Brasile 2015 (pallavolo maschile)
La Coppa del Brasile 2015 si è svolta dal 22 dicembre 2014 al 24 gennaio 2015: alla competizione hanno preso parte 10 squadre di club brasiliane e la vittoria finale è andata per la prima volta alla Funvic.

## Regolamento

### Formula
Le squadre hanno disputato primo turno, dal quale sono esonerate le prime tre teste di serie, e quarti di finale in gara unica, accoppiate col metodo della serpentina e in casa delle tre formazioni meglio classificate al termine del girone di andata di Superliga Série A 2014-15; le formazioni vincenti hanno poi disputato una final-4, dove si è unita la formazione organizzatrice dell'evento, con semifinali e finale in gara unica.
Nel caso la squadra organizzatrice risulti tra le prime nove classificate al termine del girone di andata di Superliga Série A 2014-15, la sua posizione viene occupata dalla prima formazione esclusa, ossia la decima classificata.

### Criteri di classifica
Se il risultato finale è stato di 3-0 o 3-1 sono stati assegnati 3 punti alla squadra vincente e 0 a quella sconfitta, se il risultato finale è stato di 3-2 sono stati assegnati 2 punti alla squadra vincente e 1 a quella sconfitta.
Per determinare la classifica dall'8ª alla 10ª posizione, si tiene conto del numero di punti ottenuto rispettivamente dalle tre formazioni eliminate nel primo turno; per determinare la classifica dalla 5ª alla 7ª posizione, si tiene conto del numero di punti ottenuti rispettivamente dalle tre formazioni eliminate nei quarti di finale e nel primo turno; per determinare la classifica dalla 3ª alla 4ª posizione, si tiene conto del numero di punti ottenuti rispettivamente dalle due formazioni eliminate nelle semifinali e nei quarti di finale. In caso di parità, l'ordine del posizionamento in classifica è stato definito in base all'indice tecnico, i cui criteri sono:
- Punti;
- Ratio dei set vinti/persi;
- Ratio dei punti realizzati/subiti.
- Scontro diretto;
- Sorteggio[1].

In caso di walkover, la formazione qualificata al turno successivo è considerata vincitrice per 3-0 (25-0, 25-0, 25-0).

## Squadre partecipanti
| Squadra       | Qualificazione                                       |
| ------------- | ---------------------------------------------------- |
| BVC           | Squadra organizzatrice                               |
| APAV          | 10ª al girone di andata di Superliga Série A 2014-15 |
| Sada          | 1ª al girone di andata di Superliga Série A 2014-15  |
| Juiz de Fora  | 8ª al girone di andata di Superliga Série A 2014-15  |
| VBCE          | 6ª al girone di andata di Superliga Série A 2014-15  |
| Minas         | 4ª al girone di andata di Superliga Série A 2014-15  |
| Montes Claros | 7ª al girone di andata di Superliga Série A 2014-15  |
| Mão de Pilão  | 9ª al girone di andata di Superliga Série A 2014-15  |
| Sesi          | 5ª al girone di andata di Superliga Série A 2014-15  |
| Funvic        | 2ª al girone di andata di Superliga Série A 2014-15  |

## Torneo

### Tabellone
|  | Primo turno | Primo turno   | Primo turno |  |  | Quarti di finale | Quarti di finale | Quarti di finale |  |   | Semifinali | Semifinali | Semifinali |  |   | Finale | Finale | Finale |
|  |             |               |             |  |  |                  |                  |                  |  |   |            |            |            |  |   |        |        |        |
|  |             |               |             |  |  |                  |                  |                  |  |   | H          | BVC        | 3          |  |   |        |        |        |
|  |             |               |             |  |  |                  |                  |                  |  |   | H          | BVC        | 3          |  |   |        |        |        |
|  |             |               |             |  |  |                  |                  |                  |  |   | 3          | Minas      | 1          |  |   |        |        |        |
|  |             |               |             |  |  |                  |                  |                  |  |   | 3          | Minas      | 1          |  |   |        |        |        |
|  |             |               |             |  |  | 3                | Minas            | 3                |  |   |            |            |            |  |   |        |        |        |
|  |             |               |             |  |  |                  |                  |                  |  |   |            |            |            |  |   |        |        |        |
|  | 4           | Sesi          | 1           |  |  | 9                | APAV             | 2                |  |   |            |            |            |  |   |        |        |        |
|  | 4           | Sesi          | 1           |  |  |                  |                  |                  |  |   |            |            |            |  |   |        |        |        |
|  | 9           | APAV          | 3           |  |  |                  |                  |                  |  |   |            |            |            |  | H | BVC    | 0      |        |
|  | 9           | APAV          | 3           |  |  |                  |                  |                  |  |   |            |            |            |  | H | BVC    | 0      |        |
|  |             |               |             |  |  |                  |                  |                  |  |   |            |            |            |  |   | 1      | Funvic | 3      |
|  |             |               |             |  |  |                  |                  |                  |  |   |            |            |            |  |   | 1      | Funvic | 3      |
|  |             |               |             |  |  | 1                | Sada             | 3                |  |   |            |            |            |  |   |        |        |        |
|  |             |               |             |  |  | 1                | Sada             | 3                |  |   |            |            |            |  |   |        |        |        |
|  | 6           | Montes Claros | 2           |  |  | 7                | Juiz de Fora     | 2                |  |   |            |            |            |  |   |        |        |        |
|  | 6           | Montes Claros | 2           |  |  |                  |                  | 2                |  |   |            |            |            |  |   |        |        |        |
|  | 7           | Juiz de Fora  | 3           |  |  |                  |                  |                  |  | 1 | Sada       | 1          |            |  |   |        |        |        |
|  | 7           | Juiz de Fora  | 3           |  |  |                  |                  |                  |  | 1 | Sada       | 1          |            |  |   |        |        |        |
|  |             |               |             |  |  |                  |                  |                  |  |   | 2          | Funvic     | 3          |  |   |        |        |        |
|  |             |               |             |  |  |                  |                  |                  |  |   | 2          | Funvic     | 3          |  |   |        |        |        |
|  |             |               |             |  |  | 2                | Funvic           | 3                |  |   |            |            |            |  |   |        |        |        |
|  |             |               |             |  |  | 2                | Funvic           | 3                |  |   |            |            |            |  |   |        |        |        |
|  | 5           | VBCE          | 3           |  |  | 5                | VBCE             | 0                |  |   |            |            |            |  |   |        |        |        |
|  | 5           | VBCE          | 3           |  |  | 5                | VBCE             | 0                |  |   |            |            |            |  |   |        |        |        |
|  | 8           | Mão de Pilão  | 1           |  |  |                  |                  |                  |  |   |            |            |            |  |   |        |        |        |
|  | 8           | Mão de Pilão  | 1           |  |  |                  |                  |                  |  |   |            |            |            |  |   |        |        |        |

### Risultati

#### Primo turno
| 22 dicembre 2014 Ginásio Marcelo Leite, San Paolo Durata: - Spettatori:    | Sesi          | 1 - 3 | APAV         | 25-23, 18-25, 22-25, 26-28        |
| 22 dicembre 2014 Ginásio Chico Neto, Maringá Durata: - Spettatori:         | VBCE          | 3 - 1 | Mão de Pilão | 24-26, 25-17, 25-17, 25-21        |
| 4 gennaio 2015 Ginásio Tancredo Neves, Montes Claros Durata: - Spettatori: | Montes Claros | 2 - 3 | Juiz de Fora | 25-21, 24-26, 25-21, 22-25, 12-15 |

#### Quarti di finale
| 15 gennaio 2015 Ginásio do Riacho, Contagem Durata: - Spettatori:      | Sada   | 3 - 2 | Juiz de Fora | 25-22, 22-25, 22-25, 25-19, 15-13 |
| 14 gennaio 2015 Ginásio Abaeté, Taubaté Durata: - Spettatori:          | Funvic | 3 - 0 | VBCE         | 25-22, 32-30, 25-20               |
| 14 gennaio 2015 Arena Kubitschek, Belo Horizonte Durata: - Spettatori: | Minas  | 3 - 1 | APAV         | 20-25, 25-15, 25-19, 30-28        |

#### Semifinali
| 22 gennaio 2015 Ginásio do Taquaral, Campinas Durata: - Spettatori: | BVC  | 3 - 1 | Minas  | 21-25, 25-21, 25-18, 25-21 |
| 22 gennaio 2015 Ginásio do Taquaral, Campinas Durata: - Spettatori: | Sada | 1 - 3 | Funvic | 24-26, 24-26, 25-17, 23-25 |

#### Finale
| 24 gennaio 2015 Ginásio do Taquaral, Campinas Durata: - Spettatori: | BVC | 0 - 3 | Funvic | 17-25, 21-25, 20-25 |

## Classifica finale
| Pos | Squadre       | Qualificazione                        |
| --- | ------------- | ------------------------------------- |
| 1   | Funvic        | Campionato sudamericano per club 2015 |
| 2   | BVC           |                                       |
| 3   | Minas         |                                       |
| 4   | Sada          |                                       |
| 5   | APAV          |                                       |
| 6   | Juiz de Fora  |                                       |
| 7   | VBCE          |                                       |
| 8   | Montes Claros |                                       |
| 9   | Sesi          |                                       |
| 10  | Mão de Pilão  |                                       |